# Skilz
Skilz is een avontuurlijke fictiereeks uitgezonden op vtmKzoom op maandag- en donderdagavond om 19.30 uur. De hoofdrollen zijn weggelegd voor Bab Buelens, Stijn Steyaert, Charlotte Timmers en Arthur Le Boudec. De titel van het programma is een knipoog naar het Engelse woord skills (vaardigheden). De opnames voor het tweede seizoen gingen van start op 1 september 2012 in Sint-Katelijne-Waver, Herentals, Geel en Brasschaat. Omdat Arthur Le Boudec volop bezig is met de opnames van Familie, wordt de rol van Quinten De Koning in seizoen 2 vertolkt door Lander Depoortere.

## Verhaal

### Seizoen 1
Vier vrienden met zeer uiteenlopende kwaliteiten zitten op dezelfde school en vormen ook een muziekband, ‘Skilz’. In hun geheime clubhuis repeteren Kamiel, Sofie, Quinten en Lara de ziel uit hun lijf, maar dit clubhuis heeft nog een andere functie. Achter een geheime wand doktert dit viertal plannen uit om problemen op te lossen. Daarbij komen hun ‘speciale’ vaardigheden handig van pas…
Kamiel Mertens, Sofie Verlinden, Lara Van Acker en Quinten De Koning vormen het groepje ‘Skilz’. Sofie Verlinden is de dochter van een goed boerende bakker en patissier, Geert Verlinden. Door telepathie weet ze vaak op voorhand hoe mensen zullen reageren en wat ze zullen zeggen.
Op school wordt het viertal ‘Skilz’ geteisterd door twee Nederlandse broers, Oscar en Freek Blommesteyn. De twee dwepen met wiskundeleraar Hendrik Wiels, omdat ze denken dat hij hen zal voortrekken mocht dat nodig zijn. De directrice van de school, Goedele Impens neemt het dan weer op voor Kamiel, Sofie, Lara en Quinten.

### Seizoen 2
Kamiel, Sofie, Quinten en Lara gaan naar hun laatste jaar op de middelbare school. Meneer Wiels bekleedt terug de functie van wiskundeleraar en maakt nog steeds het leven van de 4 jongeren zuur en dat speelt nog steeds in het voordeel van de vervelende broertjes Blommensteyn.
Het wordt alleen maar erger als op school een nieuwe leerlinge zich aanmeldt. Merel is het mooiste meisje van de klas, speelt onder één hoedje met Freek en Oscar, en alle jongens vallen op haar. Dit zet de relatie van Kamiel en Sofie hevig onder druk. Als er bekend wordt gemaakt dat de school gaat meedoen aan een muziekwedstrijd is SKILZ meteen bereid om zich in te schrijven, maar dat is buiten de snode plannetjes van Oscar, Freek en Merel gerekend. Ondertussen probeert iemand het geheim van de 4 te achterhalen. Kamiel, Lara, Sofie en Quinten gaan op zoek naar de mysterieuze persoon die hun wil dwarsbomen en hun geheim bloot wil leggen.

## Rolverdeling

### Belangrijkste personages
Personages die frequent voorkomen.
| Personage         | Acteur                | Periode      |
| ----------------- | --------------------- | ------------ |
| Sofie Verlinden   | Bab Buelens           | 2011 - heden |
| Kamiel Mertens    | Stijn Steyaert        | 2011 - heden |
| Lara Van Acker    | Charlotte Timmers     | 2011 - heden |
| Quinten de Koning | Arthur Le Boudec      | 2011 - 2012  |
| Quinten de Koning | Lander Depoortere     | 2012 - heden |
| Oscar Blommesteyn | Rick Mackenbach       | 2011 - heden |
| Freek Blommesteyn | Ralf Mackenbach       | 2011 - heden |
| Geert Verlinden   | Jan Van Looveren      | 2011 - heden |
| Hendrik Wiels     | Door Van Boeckel      | 2011 - heden |
| Goedele Impens    | Goele De Raedt        | 2011 - heden |
| Merel Beks        | Sara Gracia Santacreu | 2012 - heden |

### Nevenpersonages
Personages die zelden of minder voorkomen.
| Personage         | Acteur           | Periode      |
| ----------------- | ---------------- | ------------ |
| Alexander Mertens | Kristoff Clerckx | 2011 - heden |
| Kelly Spiessens   | Lindsay Bervoets | 2011 - heden |
| Thomas Van Acker  | Frank Hoelen     | 2011         |
| Diane Van Acker   | Liv Van Aelst    | 2011         |
| Kimberly          | Wanda Joosten    | 2011         |
| Jos               | Herman Boets     | 2011         |
| Bieke Beks        | Ini Massez       | 2012         |

## Crew
| Functie          | Persoon               |
| ---------------- | --------------------- |
| Producent        | Ben Vetters           |
| Productieleiding | Annelies Maes         |
| Regisseur        | Frederik Sonck        |
| Regisseur        | Kim Van Oeteren       |
| Regisseur        | Elias Mentzel         |
| DOP              | Jan Mestdagh          |
| Scenarist        | Jean-Pierre De Lamper |

## Locatie
De stad Herentals verleende voor deze reeks zijn samenwerking.
De opnames van de school gebeurden op het Sint-Michielscollege in Brasschaat.